# أدب إندونيسي
الأدب الإندونيسي هو مصطلح يطلق على مجموعة من مختلف أنواع مجموعة من الأدب جنوب شرق آسيا. المصطلح «أندونيسي» يعكس معاني متداخلة لمنطقة ذات طبيعة سياسية وجغرافية وتاريخية معقدة.
كما يمكن تعريف الأدب الأندونيسي بأنه الأدب الذي تم إنتاجه في الأرخبيل الأندونيسي. 
كما يستخدم مصطلح الأدب الأندونيسي على نطاق أوسع للإشارة إلى الأدب في المناطق التي لها جذور لغة مشتركة تستند إلى لغة الملايو (التي تعتبر اللغة الأندونيسية فرعاً منها)، ويمتد هذا التصنيف حتى يصل إلى جنوب شرق آسيا البحرية (بما في ذلك أندونيسيا، ولكن أيضاً مع الدول الأخرى لغة مشتركة مثل ماليزيا وبروناي، وكذلك السكان داخل الدول الأخرى مثل شعب الملايو الذين يعيشون في سنغافورة).

## التاريخ

### الألفية الأولى
كان لإندونيسيا ما قبل التهنيد، أدب متنوع تمَّ تناقله شفهياً، إلا أن دخول الكتابة التي تطورت مثل تطور الجاوية من كتابة البالافا (بالإنجليزية: Pallava)‏ في جنوبي الهند، وفّر إمكانية تدوين الإبداع الأدبي. ويعود أقدم نصوص الأدب الهندي الجاوي إلى القرن الخامس للميلاد، وهي جميعها نقوش حجرية ذات طابع قانوني تنظيمي، أما قيمتها الأدبية فهي ضئيلة. ويبدو أن بقية الأعمال الأدبية قد ضاعت عندما اضطرت سلالة مملكة شايلندرة البوذية إلى الانتقال إلى سومطرة هرباً من الضغط العسكري القادم من شرقي جاوة عام 860م. ويبدأ التاريخ الحقيقي للأدب الجاوي مع الملك مبو سيندوك (بالإنجليزية: Mpu Sindok)‏ أول حكام سلالة مترام في شرقي جاوة، ويصل إلى ذروته في عصر مملكة كيدري التي كان أمراؤها من رعاة الأدب والفن والعلم. ويطلق على الأدب الجاوي القديم اسم كاوي (بالإنجليزية: Kawi)‏ وهو أدب هندي في رداء لغوي محلي. وقد كانت الملحمتان السنسكريتيتان مهابهاراتا (بالإنجليزية: Mahãbhãrata)‏ ورامايانا (بالإنجليزية: Rámáyana)‏ مصدر إلهام مهم لشعراء البلاطات المتهندة، فنظموا ملاحمهم محاكين هاتين الملحمتين، فنتج من ذلك نوع شعر جديد هو الكاكاوين (بالإنجليزية: Kakawin)‏ الذي استعار الأوزان الشعرية الهندية التقليدية وطبقها، مع أنها معقدة، على اللغة الجاوية، مما أدى، على براعة النظم، إلى ضعف المقولة الشعرية وغياب ذات الشاعر، كما في ملحمة «أرجوناويواها» ((بالإنجليزية: Ardjunawiwaha)‏ (1035 التي يتغنى فيها الشاعر مبو كانوا (بالإنجليزية: Mpu  Kanwa)‏ بمغامرات البطل أرجونا، وكذلك في ملحمة «بهاراتايودها» (1157) للشاعر مبو سيداه (بالإنجليزية: Mpu Sidah)‏.

### الألفية الثانية
يعود الانتشار الواسع للأدب الملحمي الجاوي القديم في جاوة وسومطرة ومستعمرات مملكة مجابهيت الملاوية إلى تأثير مسرحيات خيال الظل التي ظلت حية حتى القرن العشرين، لأن الترجمات الملاوية لهذه النصوص المسرحية ربطت التراث الجاوي بالأدب الملاوي. وكانت ملحمة «ناغارا كِرتاغاما» Nagara-Kertagama التي نظمها الشاعر ركاوي برابانتجا Rakawi Prapantja عام 1365 نقلة نوعية من الأدب الجاوي القديم إلى الجديد، فمع نظمها وفق تقاليد الكاكاوين الشعرية فقد ابتعدت في مضمونها عن الموضوعات الهندية بتناولها أمجاد مملكة مجابهيت وفضائل ملكها هاجام وروك HajamWuruk الذي حكم المملكة بين 1350 و1389م. وفي هذه المرحلة التي نضج فيها الوعي بالذات ظهر نوع شعري جديد هو شعر كيدونغ Kidung الذي يحل فيه عدد التفعيلات والقافية الموحدة محل أوزان كاكاوين الهندية الأصل. ومن حيث الموضوعات التفت الشعر الجديد إلى مجموعة الملاحم المحلية بانجي Pandji المعروفة أيضاً في آداب سيام وكمبودية. فإلى جانب العلاقة الغرامية المعقدة مثلاً بين أميرة كيدري وأمير كوريبان يستعرض الكيدونغ قصصاً متداولة من تاريخ مملكة سينغازاري ومجابهيت. وضمن هذا النوع من الكتابة التأريخية الممزوجة بالخيال ظهر نحو عام 1481م كتاب «تاريخ الأمراء» Pararaton الذي وضعه نثراً مؤلف مجهول، وجمع فيه بأسلوب خيالي مبدع بين تاريخ سينغازاري ومجابهيت ومغامرات أبطال جاويين، بعضهم حقيقي وبعضهم الآخر متخيل.